# Skufia
Skufia is een geslacht van hooiwagens uit de familie Pyramidopidae.
De wetenschappelijke naam Skufia is voor het eerst geldig gepubliceerd door Roewer in 1949. 

## Soorten
Skufia is monotypisch en omvat slechts de volgende soort:
- Skufia parva